# Kosovo KS21
Kosovo KS21 var den 21:a Svenska Kontingenten i Kosovo; en fredsbevarande enhet som Sverige skickat till Kosovo inom ramen för KFOR. Kontingenten kom i aktiv tjänst den 5 april 2010, då den officiellt avlöste KS20 och kom att vara aktiv fram till och med oktober 2010. Den största delen av personalen var grupperad vid Camp Victoria, i Hajvalia utanför Pristina. Detta var den sista kontingenten i Kosovo som hade ett mekaniserat skyttekompani. 

## Förbandsdelar
- Kontingentschef: Övlt Lena Persson Herlitz
- B-Coy (mekaniserat skyttekompani): 
  - Chef Mj A. Willix
  - Stf Chef Kn S. Källman
  - TC Kn M. Sundbom
  - QM Fk E. Wilhelmsson
- NSE: Mj A. Hedin